# Flip and Fill
Flip and Fill, stylisé Flip & Fill, est un groupe britannique, originaire de Manchester, en Angleterre.

## Histoire
Ayant sorti des titres depuis 2000, ils atteignent le succès au début des années 2000 atteignant la 34e place du UK Singles Chart en mars 2001 avec True Love Never Dies, basé sur un mash-up de Airwave de Rank 1 et True Love Never Dies de Donna Williams, avec des voix réenregistrées par Kelly Llorenna. Remixé et réédité, il atteint la 7e place en février 2002.
En plus de Llorenna, Karen Parry fournit également des voix pour le groupe, notamment sur leur tube britannique classé 3e en 2002, Shooting Star. Jo James est une autre chanteuse qui fournit des voix pour leurs sorties, Field of Dreams et un remix du tube I Wanna Dance With Somebody de Whitney Houston. Ils ont également produit un remix de la chanson July 1st d'Ayumi Hamasaki qui atteint la troisième place du classement des albums Oricon au Japon.
Le groupe enregistre une reprise de la chanson Heaven and Earth de Pop!, mais elle n'est pas publiée en single. Entretemps, le groupe n'est plus signé chez All Around the World. Dans les années 2010, le groupe fonde son propre label, Filtrate. En 2022, le groupe est annoncé pour l'édition 2023 du Kubix Festival aux côtés notamment d'Ultrabeat et N-Trance.

## Discographie

### Album studio
- 2003 : Floor Fillas (29e place du UK Albums Chart[2],  Argent par la BPI[5])

### Singles notables
- 2001 : True Love Never Dies (featuring Kelly Llorenna) (34e place du UK Singles Chart (2002 remix - No. 7), 88e place en Australie[6],  Argent[5])
- 2002 : Shooting Star (featuring Karen Parry) (3e place au Royaume-Uni,  Or[5])
- 2003 : I Wanna Dance With Somebody (featuring Jo James) (13e place au Royaume-Uni)
- 2003 : Shake Ya Shimmy (vs. Porn Kings) (28e place au Royaume-Uni)
- 2003 : Field of Dreams (featuring Jo James) (28e place au Royaume-Uni)
- 2004 : Irish Blue (featuring Junior)  (20e place au Royaume-Uni)
- 2004 : Discoland (featuring Karen Parry)  (11e place au Royaume-Uni[2])
- 2023 : Livin' on a Prayer (featuring  Ultrabeat)